# Apteryoperla illiesi
Apteryoperla illiesi är en bäcksländeart som beskrevs av Mclellan 1977. Apteryoperla illiesi ingår i släktet Apteryoperla och familjen Gripopterygidae. Inga underarter finns listade i Catalogue of Life.